# Борово
Вижте пояснителната страница за други значения на Борово.
Бòрово (старо име: Горна Манастирица, също и Горазд, а в още по-ранен период и Балабанлий) е град в Северна България. Намира се в област Русе и е в близост до град Бяла. Градът е административен център на община Борово. По данни на ГРАО към 15 септември 2023 г. в града живеят 1976 души по настоящ адрес и 2188 души по постоянен адрес.

## География
Надморската височина на гр. Борово е 278 м.
Територията на Борово е разположена в началото на североизточната част на Дунавската равнина.
Борово отстои на 50 км югозападно от областния център – гр. Русе.
През гр. Борово преминава железопътната линия Русе – Г. Оряховица – София/Ст. Загора. Десетки години след като селището приема името Борово през 1958 г., гарата остава с името Горна Манастирица. Също важна транспортна артерия, преминаваща през територията на общината при селата Обретеник и Волово и гр. Борово, е първокласен път I-5. Това е участък от двата европейски транспортни коридора (№ 7 и № 9), които осигуряват връзката на област Русе с районите на Балтийско и Северно море от една страна и Средиземно и Черно море от друга страна. В сравнително добро състояние са пътищата гр. Борово – гр. Две могили, гр. Борово – гр. Бяла, с. Обретеник – с. Ценово и с. Обретеник – с. Батин.
В Борово има частична канализация за отпадните води и се изгражда Градска пречиствателна станция за отпадни води (ГПСОВ).

## История
В землището на град Борово са открити уникални предмети от сребърно тракийско съкровище (известно като Боровското съкровище) и тракийска гробница от IV век пр. н. е. Между селата Батин и Горно Абланово са намерени доказателства за наличието на стар римски път.
Първи сведения за селото има от 1657 г., когато се споменава с името Чифлик манастир. В последващите години се нарича Горна Манастирица, Горно Манастирци и други подобни варианти. 
В Борово има събрани експонати в музейна сбирка: над 14 000 предмета от традиционния бит и култура с тракийски, римски, гръцки, славянски и прабългарски произход – монети, керамика, носии, оръдия на труда и др.
При смяната на имена на селища през 1934 г. МЗ № 2820 / обн. 14 август 1934 г. преименува с. Балабанлии на с. Горазд. С указ № 1273 / обн. 4 септември 1948 г. се заличава с. Горазд и се присъединява като южен квартал на с. Горна Манастирица. Указ № 79 / обн. 11 февруари 1958 г. преименува с. Горна Манастирица на с. Борово. От 7 септември 1984 г. Борово е със статут на град.  ТБорово-север, бившето село Горна Манастирица и Борово-юг, бившето село Горазд – Балабанлий

## Икономика
На територията на общината осъществяват дейност едно общинско предприятие и голям брой частни фирми. Структуроопределящи са производството на чорапи, чорапогащи, конфекция, месодобив и месопреработка.
По-големи фабрики и производители в града са:
- „Спирала“ ЕООД – производство на дамски, мъжки и детски трикотаж
- ПТК „Елкон“ – производство на ел. материали
- „Икон“ ЕООД – производство на надувни изделия
- „БороИмпекс“ ЕООД – месодобив и месопреработка

Тези фирми осигуряват над 550 работни места и реализират продукцията си както в региона, така и в Европа.
Традиционни отрасли за общината са шивашката промишленост и селското стопанство (пшеница, ечемик, царевица, слънчоглед), където и делът на заетите е много голям.

## Обществени институции
Активна роля в културната дейност и възпитаване в патриотичен дух на поколения боровчани има основаното през 1898 г. Народно читалище „Искра1898“. То е оборудвано с театрален и киносалон и разполага с библиотека с богат книжен фонд от над 47 000 тома. В началото на 90-те години на XX век към него са създадени Детски състав за народни танци „Искрица“, Формация за модерен балет „Ритмика“, Група за автентичен фолклор и Женска певческа група „Боровчанки“.
През 2004 г. в гр. Борово е открит Център за социална рехабилитация и интеграция на хора с увреждания (ЦСРИ „Детелина“), който предлага социоконсултански услуги, медицинска и социална рехабилитация и др. В Центъра работят 15 души – директор, социални работници, рехабилитатор, психолог, медицински фелдшер и помощен персонал. Услугите на Центъра се потребяват от 90 лица с увреждания.

## Забележителности
Съкровището от Борово, намерено от Трайчо Великов Стоев през ноември 1974 година в местността „Сиври Тепе“, състоящо се от пет сребърни позлатени съда, е датирано към втората четвърт или средата на IV век пр. н. е. Предметите, включени в него, са:
- Три ритона, в основата си оформени като предната част от телата на кон, бик и сфинкс;
- Каничка-ритон с позлата по дрехите и в косите на героите, гравирани върху нея. Сцената, украсяваща каничката, представя божества на угощение;
- Сребърна купа с големи размери, позлатена по горния ръб на купата и по основата на дръжките. В основата си купата е поставена върху обособено столче, а позлатен детайл от дъното на купата изобразява сцена, в която грифон напада кошута.

Съкровището от Борово е от времето на одриския цар Котис I (383 – 359 г. пр.н.е.), както се вижда от надписите с неговото име върху намерените съдове. Самите съдове са изработени в град Беос, намиращ се на Мраморно море, в Югоизточна Тракия. Находката в Борово съдържа липсващите в Рогозенското съкровище ритони, най-характерната регалия на тракийските царе. Съкровището е намерено в земите на тракийското племе гети от Северна България. Каничката и ритонът с протоме носят надпис: „Kotyos eg Beo“, т.е те са били притежание на Котис I и са били подарени на гетите. Особено интересни са сцените от каничката. Текстовете, които се разчитат на тях, са основния извор за тракийската религия. В тези изображения можем да видим спътниците на Дионис (бог на виното, плодородието и веселието) – сатирите и менадите, изпаднали в мистичен екстаз. Сцената илюстрира мистериите на кабирите (божествени деца). На каничката може да се види сцена на свещен брак, млад мъж прегърнал девойка, заобиколени от митични същества. Този култ се изповядва в светилището на остров Самотраки и Лемнос и е свързан с плодородието, огъня и металургията.

### Музеи
През 2007 г. тракийската гробница е демонтирана и преекспонирана в централната част на гр. Борово срещу сграда, предвидена за музей. Тъй като сребърното съкровище се съхранява в Националния исторически музей, са направени постъпки пред Министерство на културата да бъде изработено копие на съкровището за историко-етнографския музей в Борово, чийто статут и музейна сбирка са в процес на изграждане.

## Редовни събития
Община Борово отбелязва ежегодно като свой ден 5 септември – обявяването на Борово за град. В града ежегодно се организира пленер по скулптура, в който вземат участие някои от най-добрите майстори. Традиционно всяка година в последната неделя от месец август се провежда събора на Борово, когато в градчето се завръщат много от потомците му.
През 2008 г. стартира иницатива на НЧ „Искра“ за провеждане на ежегоден национален фолклорен фестивал „От Дунава до Балкана“.

## Личности

### Родени
- Румен Христов – министър на земеделието (1994 – 1995; 1997)
- проф. д-р инж. Илия Кръстев Илиев – експерт в областта на енергетиката и енергийната ефективност, преподавател в РУ „А. Кънчев“

### Други
- Христо Марков – олимпийски шампион на троен скок. Почетен гражданин на общината
- Христо Черняев (1930 - 2021) - писател. Почетен гражданин на общината